# Gemerek
Gemerek là một huyện thuộc tỉnh Sivas, Thổ Nhĩ Kỳ. Huyện có diện tích 1111 km² và dân số thời điểm năm 2007 là 27835 người, mật độ 25 người/km².